# Hålsjön (Ingatorps socken, Småland)
Hålsjön är en sjö i Eksjö kommun i Småland och ingår i Emåns huvudavrinningsområde. Hålsjön ligger i Silverån (norra) Natura 2000-område.